# Moskovska jednotračna željeznica
Moskovska jednotračna željeznica ili Moskovski monorel (rus. Московский монорельс, Moskovskij monorel's) je jednotračna nadzemna željeznička pruga u sjevernom dijelu Moskve. Dio je Moskovske podzemne željeznice kao linija 13, sa šest postaja. Dnevno prevozi do 16 000 putnika (2014.). Duga je 4,7 km, s najvećom brzinom vožnje od oko 60 km/h.
Gradnja je započela 1998. godine i stajala je oko 6,3 milijarde rublja (oko 180 milijuna eura po tadašnjem tečaju). Otvorena je i puštena u promet 20. studenoga 2004. Od otvorenja prate ju medijske priče o neprofitabilnosti i mogućemu zatvaranju.